# Mama Baldé
Mama Samba Baldé (ur. 6 listopada 1995 w Bissau) – gwinejski piłkarz, grający na pozycji skrzydłowego we francuskim klubie Brest oraz w reprezentacji Gwinei Bissau. Uczestnik Pucharu Narodów Afryki 2019, 2021 i 2023.
Wychowanek SU Sintrense. W swojej karierze występował również m.in. w takich klubach jak: Sporting CP, Troyes, Dijon FCO czy Olympique Lyon.

## Kariera klubowa
Swoją karierę piłkarską Baldé rozpoczął w juniorach klubów Recreios Algueirão (2006-2007) i SU Sintrense (2007-2013). W 2013 roku zadebiutował w nim w czwartej lidze portugalskiej. W 2014 roku przeszedł do rezerw Sportingu. 11 maja 2014 zadebiutował w nich w drugiej lidze portugalskiej w wygranym 1:0 wyjazdowym meczu z rezerwami Bragi.
Na początku 2015 Baldé został wypożyczony do grającego w trzeciej lidze zespołu Benfica Castelo Branco. Swój debiut w nim zaliczył 15 lutego 2015 w zwycięskim 1:0 domowym meczu z CD Mafra. W Benfice spędził pół roku.
Latem 2017 Baldé trafił na wypożyczenie do pierwszoligowego CD Aves. Swój debiut w nim zanotował 11 września 2017 w wygranym 2:1 domowym meczu z B-SAD. W maju 2018 zdobył z Aves Puchar Portugalii (wystąpił w wygranym 2:1 finale ze Sportingiem). W Aves występował przez dwa sezony.
W lipcu 2019 Baldé przeszedł za 700 tysięcy euro do francuskiego Dijon FCO. Zadebiutował w nim 10 sierpnia 2019 w przegranym 1:2 domowym meczu z AS Saint-Étienne. W sezonie 2020/2021 spadł z Dijon z Ligue 1 do Ligue 2.
W lipcu 2021 Baldé odszedł z Dijon do Troyes AC za kwotę 3,5 miliona euro. Swój debiut w Troyes zaliczył 7 sierpnia 2021 w przegranym 1:2 domowym spotkaniu z Paris Saint-Germain.
| Sezon   | Klub                   | Kraj       | Rozgrywki        | Mecze | Gole |
| ------- | ---------------------- | ---------- | ---------------- | ----- | ---- |
| 2012/13 | SU Sintrense           | Portugalia | Terceira Divisão | 2     | 0    |
| 2013/14 | Sporting CP B          | Portugalia | Segunda Liga     | 1     | 0    |
| 2014/15 | Sporting CP B          | Portugalia | Segunda Liga     | 2     | 0    |
| 2014/15 | Benfica Castelo Branco | Portugalia | Segunda Divisão  | 10    | 1    |
| 2015/16 | Sporting CP B          | Portugalia | Segunda Liga     | 38    | 1    |
| 2016/17 | Sporting CP B          | Portugalia | Segunda Liga     | 17    | 0    |
| 2017/18 | CD Aves                | Portugalia | Primeira Liga    | 13    | 3    |
| 2018/19 | CD Aves                | Portugalia | Primeira Liga    | 28    | 8    |
| 2019/20 | Dijon FCO              | Francja    | Ligue 1          | 24    | 6    |
| 2020/21 | Dijon FCO              | Francja    | Ligue 1          | 29    | 7    |

## Kariera reprezentacyjna
W reprezentacji Gwinei Bissau Baldé zadebiutował 8 czerwca 2019 w przegranym 0:2 towarzyskim meczu z Angolą, rozegranym w Penafiel. W 2019 roku był w kadrze na Puchar Narodów Afryki 2019. Rozegrał na nim trzy mecze grupowe: z Kamerunem (0:2), z Beninem (0:0) i z Ghaną (0:2).
W 2022 roku Baldé został powołany do kadry na Puchar Narodów Afryki 2021. Na tym turnieju wystąpił w trzech meczach grupowych: z Sudanem (0:0), z Egiptem (0:1) i z Nigerią (0:2).